# Libanesisch-Amerikanische Universität
Die Libanesisch-Amerikanische Universität (englisch: Lebanese American University, LAU) ist eine private, nicht-konfessionelle Hochschule in Beirut.

## Geschichte

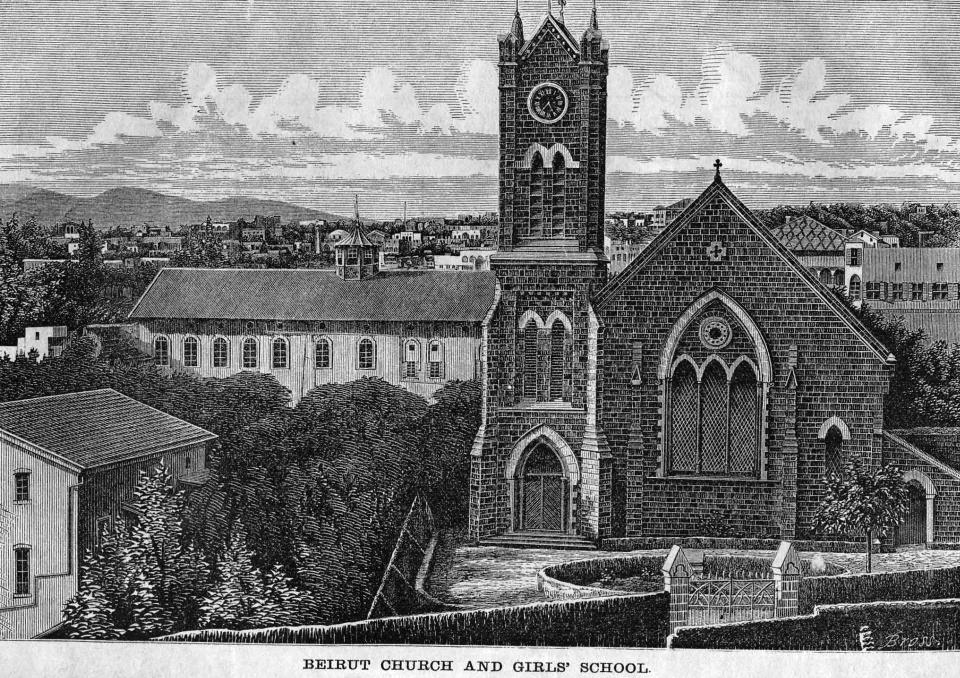
Beirut Church and Girls’ School

Die LAU ist aus der 1835 gegründeten American School for Girls (ASG) hervorgegangen. Amerikanisch-presbyterianische Missionare errichten dafür in Beirut das erste Schulgebäude für Mädchen im Osmanischen Reich.
Ab 1924 bot die ASG ein zweijähriges Junior Frauen-College an und ab 1948/1949 ein vierjähriges Frauen-College mit dem akademischen Abschluss Bachelor (Beirut College for Women, BCW). 1973 wurde die Hochschule nach der Zulassung von männlichen Studenten in Beirut University College (BUC) umbenannt. 1994 erhielt sie ihren heutigen Namen Lebanese American University (LAU).
Die Unterrichtssprache für alle Kurse an der LAU ist Englisch, außer für arabische Literatur und Fremdsprachenkurse.
Im Jahre 2005 waren 6.000 Studenten eingeschrieben. 2012 waren es 8.138 Studenten, von denen 33,7 % an der Fakultät für Wirtschaft und 30 % für Künste und Wissenschaften (Arts & Sciences) studierten.
Die Universität hat sieben Fakultäten (auch Schools genannt):
- School of Arts & Sciences
- School of Architecture & Design
- School of Business
- School of Engineering
- School of Medicine
- School of Nursing
- School of Pharmacy

## Bekannte Professoren und Studenten
- Saloua Raouda Choucair (1916–2017), libanesische Malerin und Bildhauerin
- William A. Ward (1928–1996), US-amerikanischer Ägyptologe
- Fuad Rifka (1930–2011), Professor für Philosophie, Lyriker und Übersetzer
- Fawzi Salloukh (* 1931), Außenminister des Libanon
- Fawwaz Traboulsi (* 1941), Professor für Politikwissenschaft und Geschichte
- Adnan Mansour (* 1946), Außenminister des Libanon
- Octavia Nasr (* 1966), Journalistin (CNN)
- Sethrida Touk-Geagea (* 1967), Politikerin
- Tamirace Fakhoury (* 1974), Lyrikerin